# Kriegerdenkmal Nikolaikirchhof

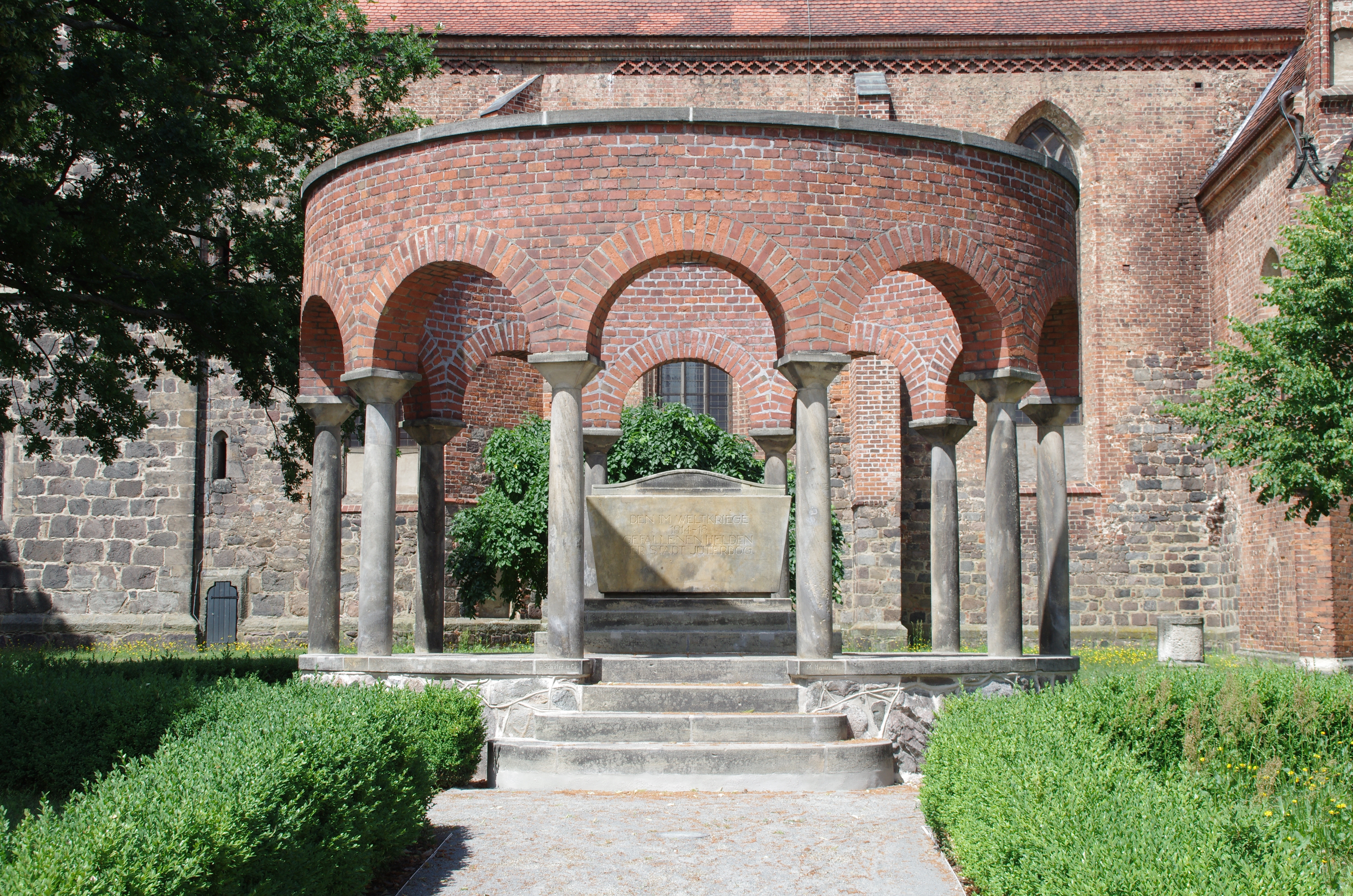
Das Kriegerdenkmal von der Großen Straße aus, im Hintergrund die Nikolaikirche

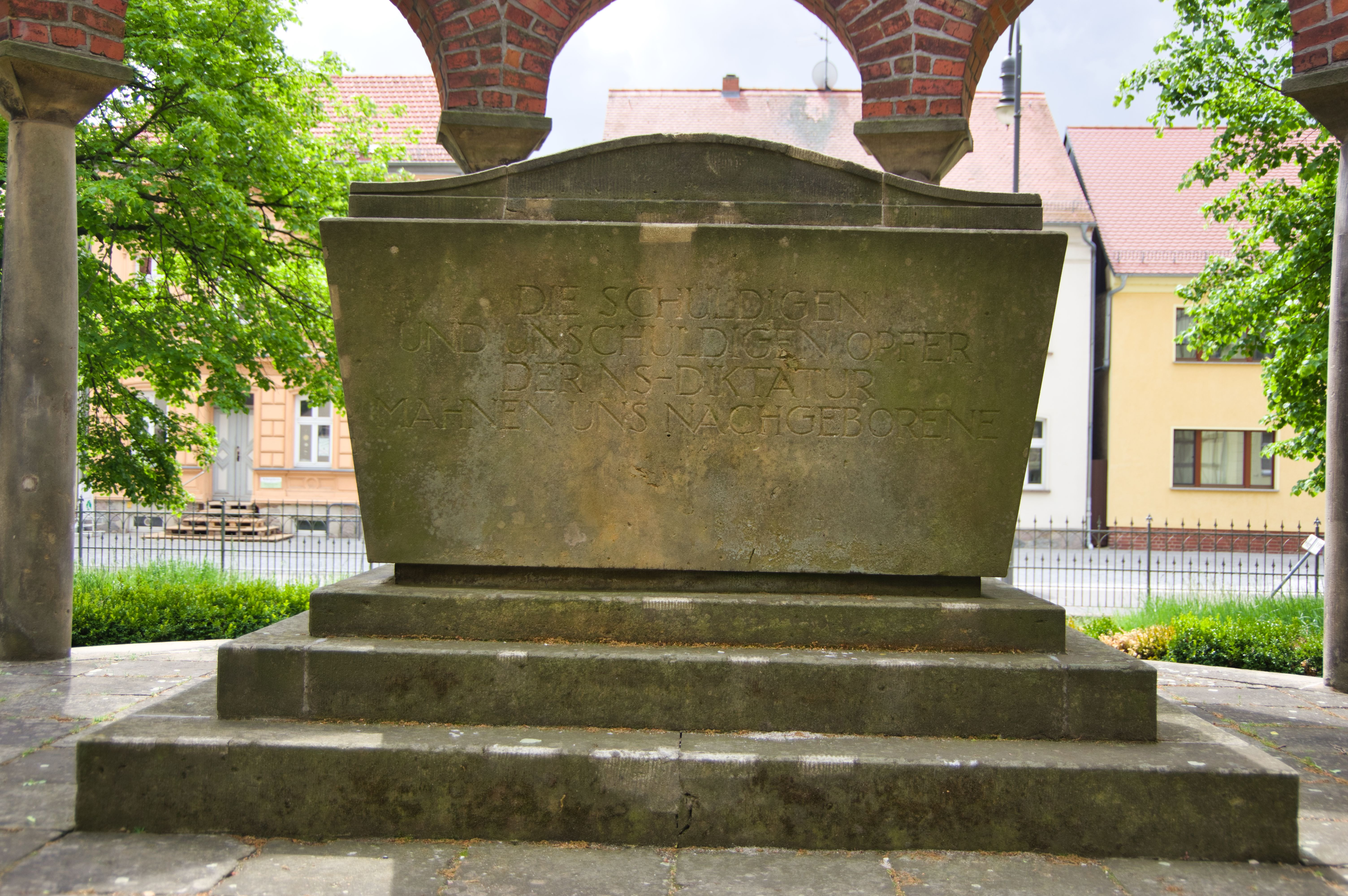
Die Inschrift an der nördlichen Seite des Denkmales

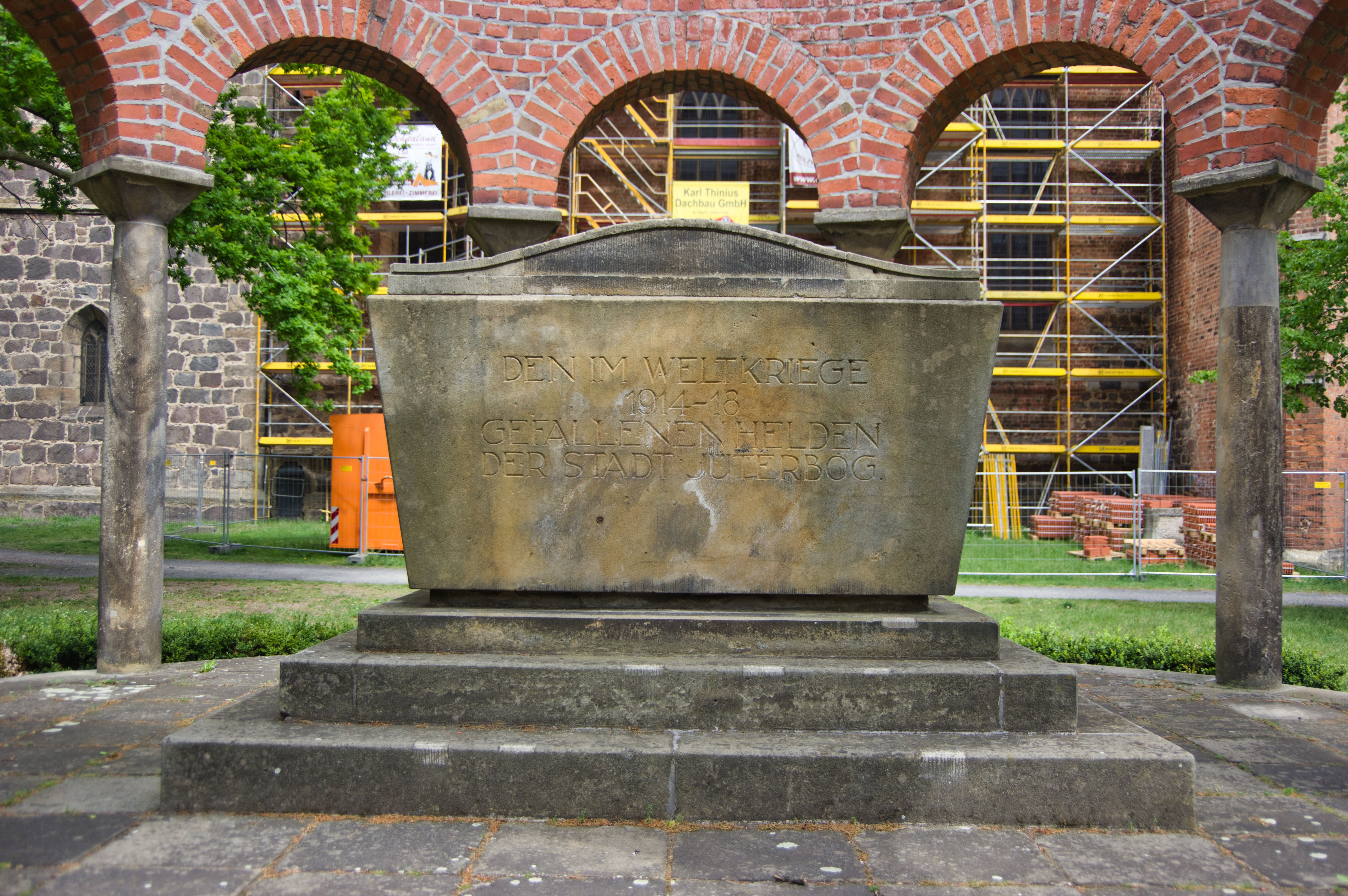
Die Inschrift an der südlichen Seite des Denkmales

Das Kriegerdenkmal Nikolaikirchhof in Jüterbog im Landkreis Teltow-Fläming in Brandenburg befindet sich südlich der Nikolaikirche und nördlich der Großen Straße auf dem Nikolaikirchhof.
Geplant wurde ein Kriegerdenkmal ab dem Jahr 1921. Die Kriegervereine der Stadt Jüterbog, Damm und Neumarkt übernahmen im Jahr 1923 die Planung des Denkmals. Es sollte auf der Grünfläche südlich der Nikolaikirche entstehen. Die Finanzierung erfolgte durch zehn Stifter, deren Namen auf den Säulenbasen dokumentiert sind. Der Architekt Freydank und der Regierungsbaurat Lehmann plante 1923 das Denkmal. Erbaut wurde es durch Maurermeister Wilhelm Pilz und der Firma Schaefer & Co. Da städtische Einrichtungen bei der Planung nicht berücksichtigt wurden, beteiligte sich an der Einweihung am 28. Oktober 1923 kein offizieller Vertreter der Stadt Jüterbog. Auch militärische Aufmärsche wurden von der Kreisverwaltung verboten.
Auf dem aus Feldstein erstellten Sockel des Denkmals mit ovalem Grundriss befinden sich acht Säulen aus Stein ohne Basen mit auf der Spitze stehenden Würfelkapitell. Auf den Säulen befinden sich verklinkerte Rundbogenarkaden. In der Mitte des Denkmals befindet sich ein Kenotaph mit zwei Inschriften, die südliche lautet: „Den im Weltkrieg 1914–18 gefallenen Helden der Stadt Jüterbog“. Nach dem Zweiten Weltkrieg wurde die Schrift ohne das Wort „Helden“ wieder hergestellt. Die nördliche Inschrift wurde 1945 durch die von der sowjetischen Besatzungsmacht neu eingesetzte kommunistische Stadtverwaltung entfernt und es wurde eine neue Inschrift erstellt. Die lautet: „Die schuldigen und unschuldigen Opfer der NS-Diktatur mahnen uns Nachgeborene“.
Um das Denkmal befindet sich eine niedrige Hecke. Von der südlichen Seite befindet sich ein Zugang mit vier Stufen.